# نیکلاس تسه
نیکلاس تسه (انگلیسی: Nicholas Tse؛ زاده ۲۹ اوت ۱۹۸۰) یک خواننده، کارآفرین و هنرپیشه اهل کانادا است.
از فیلم‌ها یا مجموعه‌های تلویزیونی که وی در آن‌ها نقش داشته‌است می‌توان له‌له‌های اجباری، شائولین، پلیس‌های جن-ایکس، پادشاهان آسمانی، باشگاه ببر و اژدها، هنگامی که چراغ خاموش می‌شود و ققنوس وارد می‌شود را نام برد.
وی همچنین برنده جوایزی همچون جایزه موسیقی جهان شده‌است.